# Хильчицы (Гомельская область)
Хильчицы (бел. Хільчыцы) — деревня в Ричёвском сельсовете Житковичского района Гомельской области Белоруссии.

## География

### Расположение
В 37 км на юго-запад от районного центра и железнодорожной станции Житковичи (на линии Лунинец — Калинковичи), 242 км от Гомеля.

### Геологическое строение
Хильчицы, как и вся Беларусь, находятся на Восточно-Европейской платформе и располагается на плите, так что кристаллический фундамент на этой территории покрыт земным чехлом. Отрицательное тектоническое строение представлено Припятским прогибом, который полностью поглотил деревню и близлежащие территории.

### Полезные ископаемые
Полезные ископаемые на территории деревни промышленного использования не носят и используются местными жителями для хозяйственных нужд. В прошлом была попытка разработки на промышленном уровни добычи глины для использования на местном заводе при изготовлении строительных кирпичей. Залежи торфа находятся в основном возле осушительных каналов, используется населением для удобрения почвы на приусадебных участках. Залежи строительного песка находятся на север от деревни возле урочища «Пристань» возможно, старое русло реки Езды оставило песок такого качества. Болотистая местность деревни способствует наличию артезианских вод, которые используются в здании школы.

### Рельеф
Деревня расположена на рельефе равнинного типа. Относительно всей страны мы находимся в низине или прогибе. Основное влияние на рельеф местности оказал ледник «Днепровский», который покрыл всю территорию республики. Относительно деревни близлежащие территории находятся чуть ниже, особенно на юг ближе к реке Ствиге. На север к урочищу «Вал» и «Вугол» территория поднимается немного вверх.
Также на рельеф местности повлияла хозяйственная работа человека. При добыче песка в урочище «Вал», был уничтожен большой вал песка, который возможно был символом названия Хильчиц. Также к югу от деревни в урочище «Муравин» было вывезено много песка для строительства дороги Хильчицы — Бережцы. На этом месте образовались водоёмы, которые также изменили вид исторического для местного населения места. На формирование рельефа местности ветер особого изменения не сделал, так как здесь дуют слабые ветры — единственное, что может сделать ветер, так это снять верхний урожайный слой почвы (против этого высаживают лесозащитные полосы). Водные потоки также особого влияния не оказали: два русла рек Муравинки и Езды, которые протекали вблизи от деревни, высохли и оставили после себя узкую полосу незначительного углубления.

### Климат
Климат умеренно континентальный, характерный для всей Беларуси. Ветры слабые, но бывают и ураганы: например, в 2005 году, когда ветром вырывало деревья с корнями. Средняя температура летом 2010 года составила +20 °C, зимой −14 °C. Осадки умеренные, летом дожди проходят с интервалом 1-2 недели.

### Реки и каналы
На территории Хильчиц протекает река Ствига, которая берет начало в Полесских болотах и несёт свои воды в реку Припять. В древности на территории деревни было ещё две реки: Езда и Муравинка. Кроме рек, на территории деревни прорыто много искусственных водных объектов — в основном это осушительные каналы или песчаные карьеры, залитые водой. Озёр природного происхождения на территории Хильчиц не имеется. Для защиты населения от наводнений был насыпан высокий водозащитный вал. Уровень воды в реке и каналах регулирует водонасосная станция к югу от деревни.

### Почва
Одно из основных свойств почвы — это урожайность, которая характеризуется обеспечением микро- и макроэлементами полезных для человека культур. На территории Хильчиц много пород почв, а основные из них это дерново-карбонатные, дерново-подзолистые, дерново-подзолистые карбонатные и торфяно-болотные. Формирование почв вокруг деревни происходит и сейчас. В основном роль образования почв падает на рельеф, климат, растительность, действие живых организмов и человека.

### Растительный мир
Растительный мир деревни очень разнообразен. Он представлен луговой, лесной, водной и частично болотной типами растительности. Встречается много видов высших растений, мхов, водорослей и лишайников. Высшие растения представлены такими видами как дикие яблони и груши, берёза, дуб, тополь, вяз и др. В самой деревне встречаются лишайники ксантория и пармелия. Мхи представлены сфагнумом и кукушкиным льном, грибы — такими видами как белый гриб, подберёзовик, польский гриб, мухомор, бледная поганка и др., болотная растительность — камышом, очеретом, осотом и др.
Современный растительный мир деревни также представлен растениями, занесёнными человеком, по количеству они мало уступают диким растениям, в основном это лекарственные декоративные и культурные растения. К ним относиться каштан конский, клён канадский, туя обыкновенная, ель голубая и др. Также встречаются природоохранные растения — такие как горлачик жёлтый, лилия белая, плющ обыкновенный и др.

### Животный мир
Вокруг деревни и в ней самой много разных животных, в основном это птицы и насекомые, которые живут возле жилья человека: воробей, ласточка, белый аист (в деревне осталось 4 гнезда этих птиц). Также возле человека комфортно себя чувствуют млекопитающие: хорь, куница, ласка европейская или молочная. В последние годы в деревне начали встречаться уж и гадюка. За деревней на лугах, полях и водных каналах распространяются такие земноводные как тритон обыкновенный и лягушка зелёная. Из редких птиц живут сокол пустельга, который гнездуется в лесозащитной полосе на запад от Хильчиц и в лесу. Особенно много в водоёмах деревни ондатр. К вымирающим животным относится жук-олень.

### Геоэкологические проблемы
Главная экологическая проблема селения связана с взрывом Чернобыльской АЭС 26 апреля 1986 года. Тогда ветер принёс большое количество радионуклидов, наибольшее их количество было выявлено в урочище Съятка и Лешне. Вторая по величине проблема — это последствия мелиорации Полесских болот. Это привело к тому, что осадки начали выпадать редко, упал уровень грунтовых вод, уменьшилось количество кислорода в атмосфере. Третьим по величине экологическим бедствием стала хозяйственная деятельность человека. Особенно она проявляется в отоплении помещений и использовании транспорта. Но даже несмотря на это, критической экологию назвать нельзя.

## Транспортная сеть
Транспортные связи по просёлочной, затем автомобильной дороге Туров — Лельчицы. Дорога Туров — Кострицкое. Планировка состоит из 3 прямолинейных, широтной ориентации улиц, пересекаемых 3 меридиональными улицами. Застройка деревянная, усадебного типа.

## История

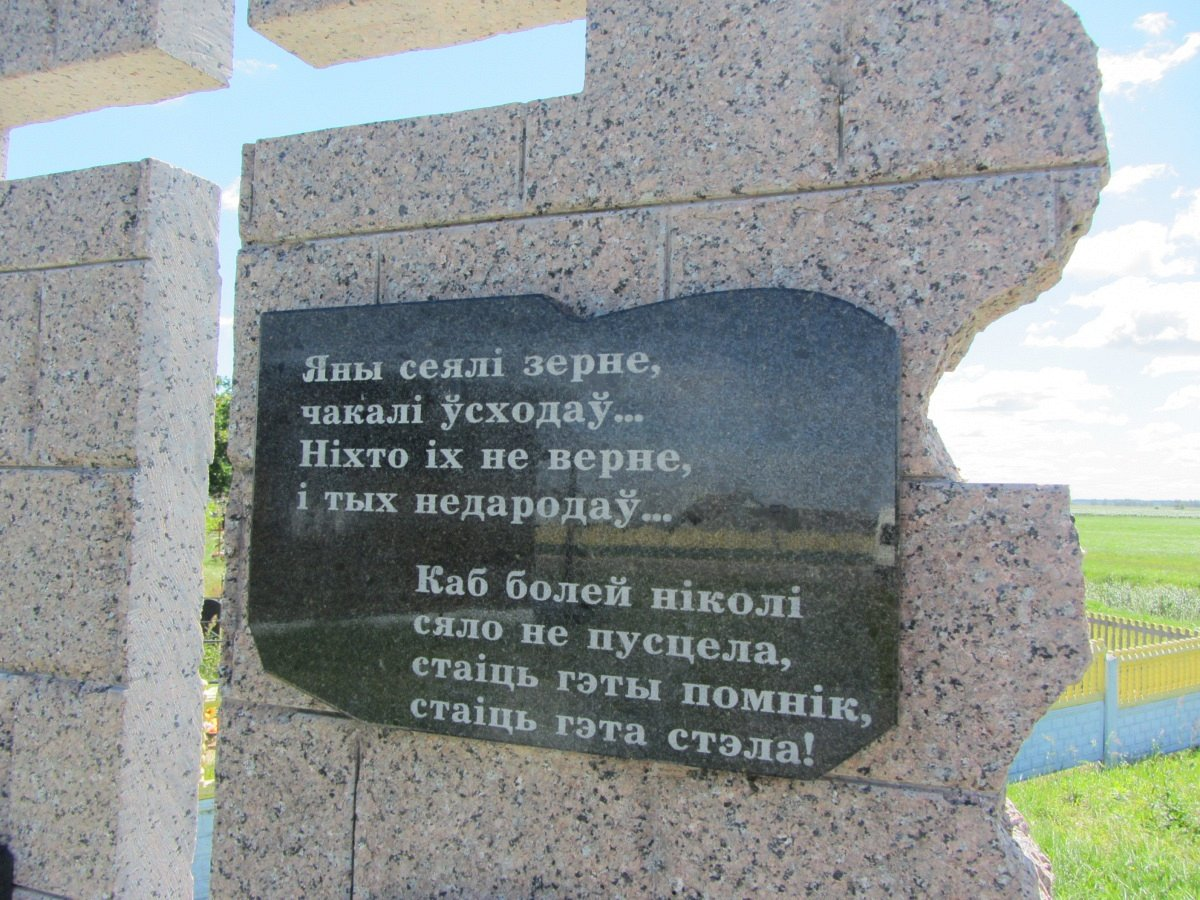
Мемориальная доска в Хильчицах

Деревня, возможно, возникла из тех двух стоянок, которые находились вблизи современного месторасположения деревни. Обнаруженные археологами городища 1-й половины I-го тысячелетия н. э. (в 0,5 км на юг от деревни), поселение железного века на месте стоянки бронзового века (в 2 км на юго-запад от деревни, в урочище Муравин) и поселение VIII-V-го тысячелетий до н. э. (в 1 км на север от деревни, в урочище Пристань) свидетельствуют о заселении этих мест с давних времён. В 20-х годах XX века здесь насчитывалось около 50 курганных захоронений (со временем были уничтожены ветром), найдены предметы, относящиеся к людям милоградской культуры.
По поводу названия деревни «Хильчицы» есть множество историй. В давние времена возле сегодняшней деревни стоял город Хил, который со временем пал. Остатки жителей не пожелали переселиться в другие места и, продвинувшись на 2-3 км южней, основали поселение, прозванное в честь города, в котором жили раньше. Название деревни, возможно, возникло ещё и потому, что здесь было очень много курганов, которые вместе изображали «хилую» местность. Также оно может быть связано с людьми, которые здесь проживали: в основном они носили такие родословные имена: Хильцы, Фильцы и т. д., со временем образовавших название «Хильчицы».
Согласно письменным источникам известна с XVIII века как селение в Мозырском повете Минского воеводства Великого княжества Литовского. После 2-го раздела Речи Посполитой (1793 год) в составе Российской империи. В 1811 году владение казны. В 1879 году упоминается в числе селений Туровского церковного прихода. Согласно переписи 1897 года находилась кузница. В результате пожара 23 сентября 1908 года сгорели 22 двора. В 1910 году в наёмном доме открыта школа.
В 1929 году организован колхоз «Новый путь», работала кузница. Во время Великой Отечественной войны в мае 1943 года и апреле 1944 года немецкие оккупанты полностью сожгли деревню и убили 6 жителей. На фронтах и в партизанской борьбе погибли 65 жителей, в память о которых в центре деревни установлена мемориальная доска. Согласно переписи 1959 года — центр колхоза «Путь к коммунизму». Действуют швейная мастерская, средняя школа, клуб, библиотека, фельдшерско-акушерский пункт, отделение связи, 2 магазина.

## Население

### Численность
- 2004 год — 207 хозяйств, 524 жителя.

На 11 мая 2011 года в деревне числится 426 человек, из них 25 прописаны в деревне, но не проживают в ней.
По возрастному состоянию в деревне проживает 67 человек до 14 лет, 17 человек 15-17 лет, 281 человек 18-60 лет (из них 200 работает). Из всего трудоспособного населения 150 женщин и 137 мужчин. На 11 мая 2011 года самым взрослым мужчиной является Шруб Павел Иванович 1920 года рождения (умер в конце 2011 г.), самой старой женщиной — Вашкова Евдокия Федоровна 1919 года рождения (на 20.03.2015 проживает в Хильчицах).

### Динамика
- 1811 год — 33 двора.
- 1816 год — 187 жителей.
- 1897 год — 57 дворов, 424 жителя (согласно переписи).
- 1908 год — 67 дворов, 498 жителей.
- 1940 год — 132 двора, 585 жителей.
- 1959 год — 738 жителей (согласно переписи).
- 2004 год — 207 хозяйств, 524 жителя.
- 2012 год — 180 хозяйств, 450 жителей.
- 2015 год — 145 жилых домов, 330 жителей преимущественно проживающих в Хильчицах.

## Достопримечательность
- Часовня
- Мемориальная доска

## Галерея

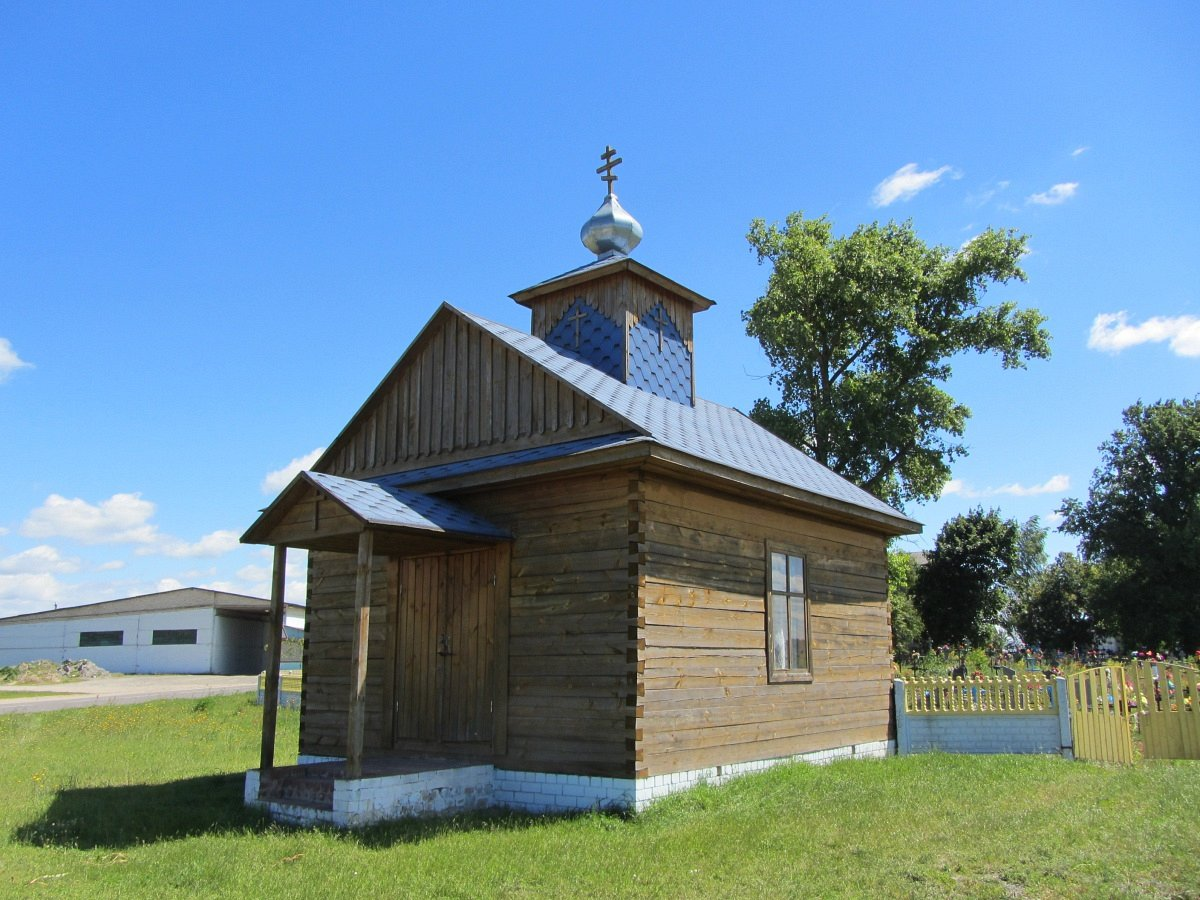
Часовня
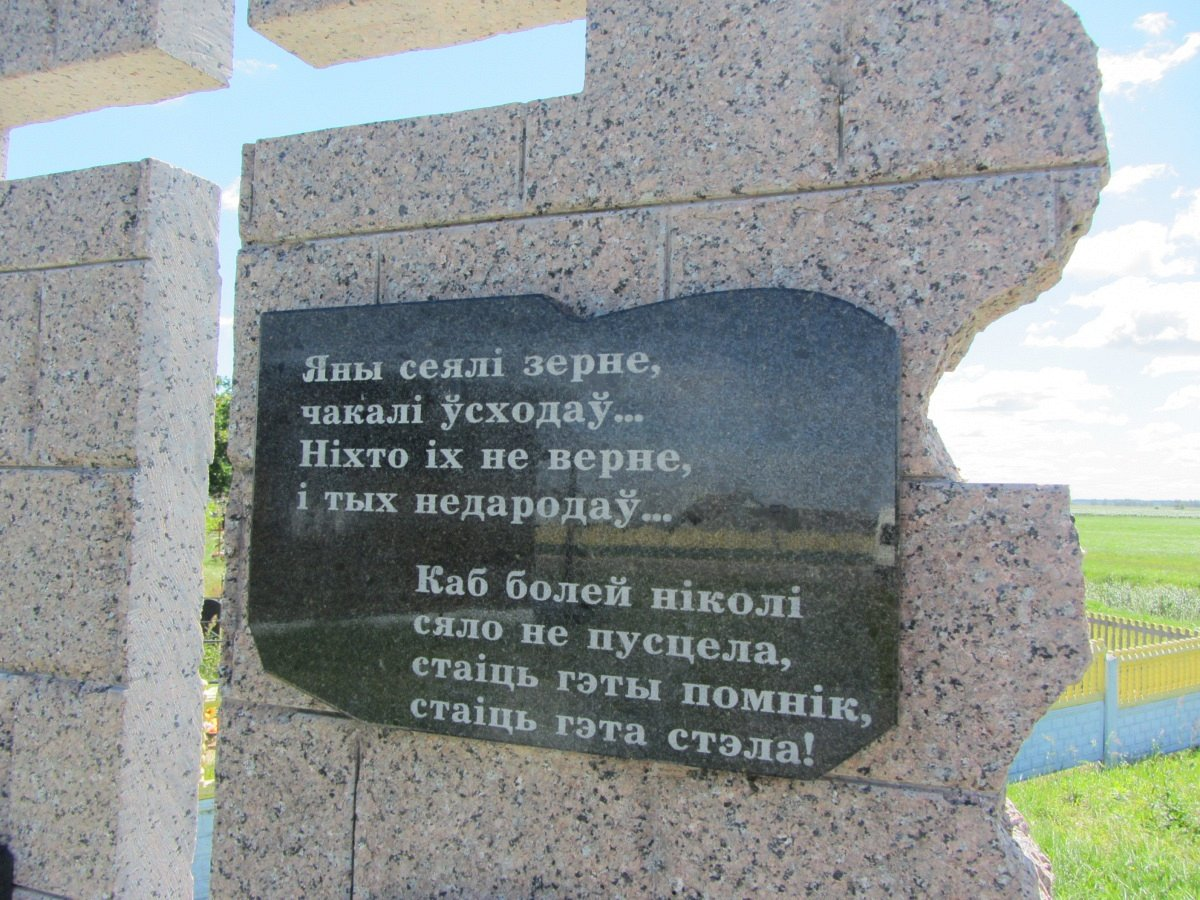
Мемориальная доска

## Известные лица
- Ковалец, Надежда Ивановна — Герой Социалистического Труда.